# Eric O'Grady
Eric O'Grady, più conosciuto come l'Incorreggibile Ant-Man, è un personaggio dei fumetti, creato da Robert Kirkman (testi) e Phil Hester (disegni), pubblicata dalla Marvel Comics. La sua prima apparizione è in The Irredeemable Ant-Man n. 1 (dicembre 2006).
La sua identità segreta è quella di Ant-Man III. È il terzo personaggio a utilizzare questa identità, dopo Henry Pym e Scott Lang.

## Biografia del personaggio
Eric O'Grady era un semplice agente dello S.H.I.E.L.D. a cui era stato chiesto di sorvegliare un laboratorio su un elivelivolo dello S.H.I.E.L.D. Per adempiere a questo compito era stato affiancato al suo migliore amico Chris McCarthy, che a sua insaputa aveva una relazione amorosa con un altro agente S.H.I.E.L.D., Veronica King, di cui O'Grady si era infatuato. Durante il turno di guardia dal laboratorio esce il dottor Henry Pym e colti di sorpresa i due agenti lo assalgono e gli fanno perdere i sensi trasportandolo all'interno del laboratorio. Non sapendo come gestire la situazione i due iniziano a ispezionare il laboratorio finché non trovano un costume, che Chris indossa, ma tentando di toglierlo preme accidentalmente un pulsante e sparisce sotto gli occhi allibiti del collega che ormai non sa più cosa fare.
Mitchell Carson, l'agente S.H.I.E.L.D. che aveva incaricato O'Grady e McCarthy del turno di guardia, scoperto l'accaduto, spiega a Eric che il Dottor Pym stava lavorando a una nuova versione del costume di Ant-Man che doveva rimanere segreta. Nel frattempo Chris, ridotto a dimensioni microsopiche, si sposta all'interno dell'elivelivolo con il costume addosso e riesce ad ascoltare una conversazione tra O'Grady e King dove il primo dice alla seconda che Chris aveva una relazione segreta con altre donne alle sue spalle. La King rimane sconvolta dalla falsa rivelazione e McCarthy decide di andare a chiedere spiegazioni al collega.
L'elivelivolo è improvvisamente attaccato da un commando dell'HYDRA mentre i due agenti discutono. Mentre O'Grady cercava di mettersi in salvo, McCarthy fu colpito da un proiettile alla testa e morì all'istante. Eric decide di recuperare il costume di Ant-Man dal cadavere del suo amico esattamente prima che l'elivelivolo si schianti a terra. Mentre Eric e King piangono la morte dell'amico e la seconda inizia ad essere attratta da O'Grady, Henry Pym contatta l'agente Carson chiedendogli di scovare il costume di Ant-Man su cui stava lavorando grazie a una strumento in grado di individuare le particelle Pym, che il costume rilascia ogni volta che avviene una riduzione nelle dimensioni di chi lo utilizza.
O'Grady inizia a prendere confidenza con il suo nuovo costume e lo utilizza inizialmente per spiare le agenti S.H.I.E.L.D. nei locali delle docce, ma scopre anche di poter comunicare con le formiche tramite gli impulsi rilasciati dal costume. Nel frattempo anche Carson utilizza un costume di Ant-Man datogli dallo stesso Pym per portare a termine la sua missione. I due Ant-Man si incontrano e O'Grady riesce a fuggire grazie all'intervento delle formiche. La sua relazione con King viene interrotta perché Eric non ha intenzione di portarla avanti da quando lei ha scoperto di essere incinta, e i due si lasciano.
Carson riesce a risalire all'identità del nuovo Ant-Man perché O'Grady in qualche maniera si tradisce e nello scontro che ne segue Eric riesce a sconfiggere l'altro Ant-Man poiché la sua versione del costume è più avanzata. In seguito fugge dall'elivelivolo S.H.I.E.L.D.
A New York, O'Grady salva una giovane donna da un tentativo di aggressione e le chiede di uscire insieme. Dopo una serata romantica Eric interpreta male le intenzioni della donna e la serata finisce male. Ma nei giorni successivi O'Grady continua a frequentare la casa della donna sotto le sembianze di Ant-Man. Carson riesce a rintracciarlo e nello scontro che segue O'Grady distrugge il dispositivo che permette l'identificazione delle particelle Pym, dopo ciò fugge, ma si imbatte in una battaglia dei Vendicatori da cui cerca di non farsi coinvolgere.
Il nuovo Ant-Man in seguito intraprende brevemente la carriera criminale alleandosi con il ladro Blackfox. Successivamente viene ingaggiato da Damage Control e assume l'identità segreta di Derek Sullivan, ma viene sempre ricercato dallo S.H.I.E.L.D. e se utilizza le capacità di Ant-Man lo fa per il proprio interesse.

### Ant-Man & Wasp
Eric ha successivamente ultimato il suo costume assieme ad Hank Pym, dotandolo di un jetpack. Entrambi gli eroi, hanno dovuto affrontare l'A.I.M., che ha rubato ad Hank un congegno chiamato Heaven capace di salvare la coscienza dell'uomo e di trasferirla in un paradiso portatile. Ant-Man e Wasp allora hanno provato a riappropriarsi dell'Heaven, tentando anche di sconfiggere Monica Rappaccini, che si è servita di una ragazza di nome Ana per attirare l'attenzione di Pym, facendolo così entrare nell'A.I.M. Mentre Eric ha salvato Bill Foster (morto durante Civil War) dall'Heaven, Wasp II ha neutralizzato le celle della Rappaccini, imprigionando lei e tutta la base dell'A.I.M. in una linea temporale dove regnano soltanto caos e disordine. Dopo tutto ciò, Eric è entrato a far parte dei Vendicatori.

### Thunderbolts
Dopo le avventure da solista, Eric si unisce alla nuova formazione dei Thunderbolts formata da Norman Osborn. Quando Deadpool attacca Norman per farsi pagare 100 milioni di dollari, Eric è l'unico che riesce a tenergli testa (seppur in modo molto approssimativo).

### Vendicatori Segreti
Dopo aver abbandonato i Thunderbolts, Eric si unisce ai Vendicatori Segreti di Capitan America, adottando l'identità di Black Ant. Purtroppo però, l'eroe è stato ucciso da un LMD con le sue stesse sembianze mentre cercava di salvare un innocente bambino.

### Age of Ultron
Eric O'Grady è ritornato nella linea temporale alternativa dove Hank Pym è stato ucciso da Wolverine e dalla Donna Invisibile prima che lo scienziato inventasse Ultron. Black Ant appare brevemente in un formicaio in compagnia di Scott Lang, entrambi divenuti ormai dei trofei di Kang il Conquistatore. Dopo l'eliminazione di questa Terra, Eric è scomparso.

## Poteri e abilità
Eric O'Grady non possiede nessun potere particolare, ma l'armatura di Ant-Man gli consente di rimpicciolirsi a dimensioni microscopiche e di poter comunicare con diversi insetti, soprattutto con le formiche. Il costume gli permette di scalare delle superfici piane e di volare grazie a dei razzi retroattori. O'Grady possiede la forza di un comune essere umano, ma ha alle spalle anni di addestramento come agente S.H.I.E.L.D.

## Pubblicazioni

### Pubblicazioni originali
- The Irredeemable Ant-Man (vol. 1) nn. 1-12, di Robert Kirkman (testi) e Phil Hester (disegni).
- Ant-Man and Wasp (Eric O'Grady, Henry Pym) consta di tre numeri (gennaio 2011-marzo 2011), di Tim Seeley (testi e disegni)

### Pubblicazioni in lingua italiana
Panini Comics ha pubblicato l'intera serie "The Irredeemable Ant-Man" in due volumi della collana "Collezione 100%":
- L'incorreggibile Ant-Man 1. Il più detestabile supereroe di tutti i tempi n. 1
- L'incorreggibile Ant-Man 2. Trova l'intruso n. 2
- Io Sono Ant-Man (vol. 1) n. 1